# Lomandra effusa
Lomandra effusa är en sparrisväxtart som först beskrevs av John Lindley, och fick sitt nu gällande namn av Alfred James Ewart. Lomandra effusa ingår i släktet Lomandra och familjen sparrisväxter. Inga underarter finns listade i Catalogue of Life.